# La llamada de los gnomos
La llamada de los gnomos es una serie de dibujos animados española estrenada el 4 de octubre de 1987, basado en la obra literaria "El libro secreto de los gnomos" de los neerlandeses Will Huygen y Rien Poortvliet y, tomando como arco narrativo, la serie David el Gnomo, aunque no existe relación con los personajes de ambas, a excepción de Holley, principal antagonista de ambas series y una historia del pasado de Klaus, en la que se cuenta cómo se quedó viudo.
La serie fue producida por la empresa BRB Internacional, autora de otras series infantiles como Willy Fog o D'Artacán y los tres Mosqueperros y Ruy, el pequeño Cid, con la colaboración de Televisión Española y la de los estudios Wang Film Productions Company de Taipéi para la producción de la animación.

## Contenido de la serie
La serie cuenta las aventuras del Juez Klaus, viudo ahora de una gnoma a la que David atendió y sus avatares como juez del mundo de los gnomos. Acompañado por Dani, un joven gnomo dibujante, el juez recorre el mundo montado  en un cisne, para solucionar conflictos y pleitos entre gnomos, de manera pacífica y sabia.

### La vida de los gnomos
La serie presenta a los gnomos como una especie bonachona, de 15 centímetros de altura, a los que se debe añadir el gorro cónico omnipresente, y entre 250 y 300 gramos de peso. Según su hábitat, se distinguen distintos tipos de gnomos: el del bosque, el del jardín, el de la granja, el de la casa, el de las dunas y el siberiano. Normalmente se casan a la edad de 100 años y su longevidad es exactamente 400 años. Claman ser siete veces más fuerte que un hombre, en relación con su tamaño, pero deben andar con cuidado de no ser pisoteados por estos cuando se adentran en el bosque.
Viven en pareja en cómodas cuevas o en "madrigueras" bajo un gran árbol, en compañía de una pareja de ratones y un grillo guardián. Su dieta es ovovegetariana, sólo comen los productos de la naturaleza y los huevos que les regalan las aves que han tenido una puesta muy abundante. Se ayudan de los animales del bosque para viajes de largas distancias o cuando se requiere llegar pronto a un sitio. Son grandes conocedores de los secretos de la naturaleza y detestan los daños que el ser humano le causa. Tienen el poder de la telepatía.
Sus principales enemigos son los troles, unos personajes malolientes y torpes que siempre están incordiando a los demás habitantes del bosque.

### Personajes

#### El juez Klaus
El juez Klaus es un gnomo encargado de repartir justicia en todo el mundo de los gnomos y los animales. Viste una toga y siempre acude a la llamada de los gnomos para tratar de solucionar los problemas que se presentan. No solo realiza su trabajo desde su casa sino que en otras se tiene que desplazar a otros países lejanos.
Los casos que soluciona son de tipo muy diverso, pero casi todos sobre los animales.

#### Dany
Es el ayudante de Klaus. Simpático y generoso, Dany, tiene 90 años y es un gran dibujante. Además es un gran bailarín y patinador sobre hielo, consiguiendo en una ocasión ser el campeón de los Estados Unidos. Esto a las chicas les resulta muy atractivo.
Pero él está muy enamorado de su novia Bruna.
A pesar de todo, a veces es un poco patoso, cayéndose constantemente con los libros a cuestas.

#### Henry, el cisne
Henry es un cisne que nació en un nido de patos. Desde su nacimiento fue despreciado por sus hermanos patos por ser negro y acogido por Dani y dos niños, Peter y Samuel, convirtiéndose en un gran compañero de juegos y un gran amigo.
Un día Henry desapareció sin dejar rastro y tras buscarlo durante días lo encontraron convertido en un cisne adulto, blanco y precioso.
Desde entonces se convirtió en el medio de transporte favorito del juez Klaus y de Dani en sus viajes por el mundo.

#### Los trolls
En la serie aparecen cuatro troles (aunque en la serie se les llama 'trolls', ya que se usa el anglicismo 'troll', con doble 'L', siendo 'trol' y 'troles' las palabras correctas en español) que constantemente están tratando de molestar a los gnomos. Son Pot, Pat, Poopey y Holley (siendo este último el único capaz de pensar). Tienen algunos poderes sobrenaturales, pero su debilidad reside en que la luz directa del sol les convierte en piedra.
Una característica muy nombrada a lo largo de la serie es el olor hediondo que desprenden, avisando a los gnomos de su presencia desde una gran distancia.
Entre las muchas maldades que les hacen a los gnomos se encuentran: lanzarlos al aire o pasárselos como si fueran pelotas, atarlos a una cuerda y utilizarlos como un yoyo, hacerles cosquillas durante días, echarles polvos pica-pica, atarlos a una rueda y hacerlos girar. También son crueles con los animales.
Les encanta el oro y emborracharse con whisky y cerveza y, al igual que los gnomos, tienen un gran olfato para reconocer la presencia de los gnomos.
A excepción de estas costumbres se encuentra su madre Ingrid. A pesar de adorar a sus hijos y creer que lo que hacen son todo travesuras, Ingrid es una troll muy tolerable y escucha los consejos de los gnomos y del juez Klaus.
Curiosamente Ingrid lleva ropa en contrapartida a sus hijos.

## Reparto
| Personaje  | Actor de voz original |
| ---------- | --------------------- |
| Juez Klaus | Félix Acaso           |
| Dany       | Manuel Peiro          |
| Bruna      | Cristina Victoria     |
| Holley     | Paco Hernández        |
| Pot        | Ángel Egido           |
| Pat        | Manuel Peiró          |
| Poopey     | José Moratalla        |
| Narrador   | Teófilo Martínez      |

## Comercialización

### Lista de capítulos
1. El juez Klaus
2. El lago Ness
3. Vacaciones en Canadá
4. La alfombra mágica
5. La gamuza del Tirol
6. El hombre de las nieves
7. Los buscadores de oro
8. El globo
9. Misterio en Grecia
10. Los Cárpatos
11. Los trolls en Italia
12. La balada de Gnomoshima
13. Las olimpiadas de los Gnomos
14. El partido de hockey sobre hielo
15. El incendio
16. La Muralla China
17. El rescate de la mofeta
18. La aventura en Hawái
19. El espejo robado
20. La carrera de invierno
21. Misterio en el bosque
22. La llamada de Escandinávia
23. Peligro en la Patagonia
24. La boda de Dani
25. Encuentro con el hombre
26. El adiós de Klaus